# 辻裕子
辻 裕子（つじ ひろこ、1974年9月1日 - ）は、日本の女性声優。所属事務所はキャラ。大阪府大阪市出身。大阪信愛女学院短期大学卒業。

## 出演

### Webアニメ
2005年
- The King of Fighters: Another Day（ルイーゼ・マイリンク）

### ラジオ番組
- FM守口
  - お昼はまるまる824
  - ハイスクールウォーカー

### テレビ番組
- GoodLife（BS-i）
- かたつむり大作戦
- 府政あらかると（KBS京都）

### CM
- 日清製粉
- ほっかほっか亭
- 松下電工
- オムロン
- 丸大ハム
- 髙島屋
- NTTパーソナル

### ゲーム
- ザ・キング・オブ・ファイターズシリーズ（マチュア）
- ザ・キング・オブ・ファイターズ'96（美女）
  - KOF MAXIMUM IMPACTシリーズ（ルイーゼ・マイリンク）
- 真説サムライスピリッツ 武士道烈伝（妖貴妃）
- 風雲 SUPER TAG BUTTLE（ロサ）
- パチスロ「龍狼」
- 稲川淳二 真夜中のタクシー

### 店内ナレーション
- あべのハルカス近鉄本店
- HEP FIVE
- 阪急三番街
- マツヤデンキ